# Jack Daniel's
Jack Daniel's é um uísque fabricado pela Jack Daniel Distillery, fundada em 1876 pelo destilador norte-americano Jack Daniel (Jasper Newton Daniel), com sede na cidade de Lynchburg, Tennessee, Estados Unidos da América. Desde 1956 pertence ao grupo Brown-Forman Corporation. Conhecido pelas garrafas quadrangulares de rótulo negro, é um dos uísques mais vendidos no mundo. É classificado como Tennessee Whiskey, devido ao processo de destilação diferenciado. Também é chamado de Old No. 7 (Velho número 7).

## História
Jasper Newton Daniel fundou a destilaria em 1876.
O ex-escravo Nearest Green, conhecido como Uncle Near, atuou como mentor do então adolescente Jack Daniel na arte da destilaria. Nearest é consideradoo primeiro mestre destilador do Tenesse. 
Fawn Weaver, uma escritora e empreendedora norte-americana, descobriu a história de Nearest e em sua homenagem fundou no ano de 2017, a Uncle Nearest Premium Whiskey, que logo se tornaria a marca de uísque com maior crescimento na história dos EUA, segundo a revista Forbes, sendo a mais premiada do país por quatro anos consecutivos: 2019, 2020, 2021 e 2022.

## Processo
Usa milho, centeio, malte de cevada e água isenta de ferro como ingredientes na sua fabricação. Diferencia-se pelo seu cuidadoso processo de elaboração, destilação e amadurecimento, aliado ao clima do Tennessee. Com grandes diferenças de temperatura entre inverno e verão, o processo de amadurecimento no Tennessee garante uma grande interação entre o uísque e o barril, conferindo ao Jack Daniel's sabor e cor mais amadeirados. Não é envelhecido, já que este processo se refere ao tempo que o whiskey fica dentro do barril de carvalho. No caso de Jack Daniel's o whiskey é amadurecido, tendo a ver com o clima da região.
É lentamente suavizado por um processo chamado charcoal mellowing, que consiste na passagem da bebida por uma camada de três metros de carvão de madeira. Depois é amadurecido em barris de carvalho branco, que são novos e utilizados apenas uma vez. A experimentação, não o envelhecimento, determina quando o uísque atingiu a qualidade, o sabor e a cor desejada. A marca recebeu numerosas medalhas de ouro em exposições ao redor do mundo, começando com a Exposição Universal de 1904, em St. Louis, no Missouri. Em cada garrafa de Jack Daniel's em seu rótulo há uma lista das principais medalhas de ouro conquistadas.

### Destilação
O processo envolve gotejar lentamente o uísque novo através de recipientes gigantescos contendo três metros de carvão de bordo bem compactado. Este processo leva cerca de seis dias e durante esse tempo o uísque absorve a essência do carvão, refinando a bebida.
Enquanto o uísque amadurece, os barris de carvalho respiram. Por causa deste fenômeno, algo em torno de 10% do volume de álcool é perdido por evaporação no primeiro ano. A evaporação continua durante os anos seguintes a uma taxa de cinco por cento por barril. Um bom uísque provavelmente perde trinta por cento de seu volume original até ficar pronto para o engarrafamento.

### Água
A água com a qual se fabrica o Jack Daniel's vem de uma fonte localizada numa caverna, na área da destilaria. Dela são retirados 3 200 litros de água por minuto, o ano todo, à temperatura constante de ≈13°C. Por isso a destilaria foi construída  no local e permanece ali. Do lado de fora da caverna há uma estátua de Jack Daniel, identica à que está ao lado de seu túmulo.